# Josef Bogendorfer
Josef Bogendorfer (* 15. Jänner 1858 in Asparn an der Zaya, Niederösterreich; † 10. Oktober 1925 ebenda) war ein österreichischer Politiker (CS) und Landwirt. Er war Abgeordneter zum Niederösterreichischen Landtag, Abgeordneter des Österreichischen Abgeordnetenhauses und Bürgermeister von Asparn an der Zaya.

## Leben
Bogendorfer besuchte die Volksschule und im Anschluss sechs Klassen der Realschule. Beruflich war er als Landwirt in Asparn an der Zaya aktiv. Er war Mitglied des Bezirksschulrates sowie Obmannstellvertreter des Bezirksarmenrates im Bezirk Mistelbach. Im Frühjahr 1911 kandidierte Bogendorfer im Wahlbezirk der Landgemeinden der Gerichtsbezirke Mistelbach und Poysdorf und gehörte in der Folge dem Landtag während der letzten Landtagsperiode in der Habsburgermonarchie zwischen dem 20. April 1911 und dem 8. Jänner 1915 an. Im Anschluss war er vom 5. November 1918 bis zum 4. Mai 1919 Mitglied der provisorischen Landesversammlung des Niederösterreichischen Landtags. Bogendorfer trat 1911 auch bei der Wahl zum Abgeordnetenhaus im Wahlbezirk Niederösterreich 54 an und setzte sich in der Stichwahl mit 52 Prozent der Stimmen gegen den ebenfalls christlichsozialen Kandidaten Josef Veit durch. Dadurch war er in der Xii. Legislaturperiode zwischen dem 17. Juli 1911 und dem 12. November 1918 Abgeordneter zum Abgeordnetenhaus, wobei er dem Klub der Christlichsozialen Vereinigung deutscher Abgeordneter angehörte. Danach war er als Abgeordneter eines deutschsprachigen Wahlkreises vom 21. Oktober 1918 bis zum 16. Februar 1919 auch Mitglied der Provisorischen Nationalversammlung.